# Tennistoernooi van Rosmalen 2012
Het tennistoernooi van Rosmalen van 2012 werd van 17 tot en met 23 juni 2012 gespeeld op de grasbanen van het Autotron Expodome in de Nederlandse plaats Rosmalen, onderdeel van de gemeente 's-Hertogenbosch. De officiële naam van het toernooi was Unicef Open.
Het toernooi bestond uit twee delen:
- WTA-toernooi van Rosmalen 2012, het toernooi voor de vrouwen
- ATP-toernooi van Rosmalen 2012, het toernooi voor de mannen

ATP-toernooi van Rosmalen – WTA-toernooi van Rosmalen

1996 · 1997 · 1998 · 1999 · 2000 · 2001 · 2002 · 2003 · 2004 · 2005 · 2006 · 2007 · 2008 · 2009 · 2010 · 2011 · 2012 · 2013 · 2014 · 2015 · 2016 · 2017 · 2018 · 2019 · 2020-2021 · 2022 · 2023 · 2024